# Mike Wolfe
Mike Wolfe (Joliet, 11 giugno 1964) è un attore televisivo, sceneggiatore e produttore televisivo statunitense, creatore e star del programma televisivo American Pickers.

## Biografia
Nato a Joliet nell'Illinois, è il secondo di tre fratelli, cresciuti con la madre, dopo la separazione dei genitori.
A causa dei problemi finanziari, fin da piccolo Mike ha coltivato l'hobby di raccogliere oggetti dai rifiuti del suo quartiere.

## Carriera
Mike Wolfe è noto come creatore e star del famoso show televisivo Gli Svuotacantine - A caccia di tesori.
Mike ha recitato come guest star in un episodio nella serie TV NCIS - Unità anticrimine, interpretando se stesso, un esperto di cimeli storici Americani.
Prima di arrivare ad Hollywood, Mike si è fatto conoscere come cacciatore di tesori professionale, viaggiando attraverso il paese alla ricerca di quello che lui chiama "oro arrugginito", per poi vendere in uno dei suoi due negozi Antique Archaeology.